# Heartless
Heartless er en dansk dramaserie fra 2014 på Kanal 5.

## Handling
Sofie og Sebastian bærer på en frygtelig hemmelighed, der gør, at de for at overleve skal suge livskraft fra andre mennesker. De bliver elever på kostskolen Ottmansgaard, der måske rummer gåden til deres hemmelighed, og hvordan de kan blive forløst.

## Medvirkende
- Sofie - Julie Zangenberg
- Sebastian - Sebastian Jessen
- Rektor Just - Nicolaj Kopernikus
- Ditlev - Gustav Dyekjær Giese
- Emilie Just - Julie Christiansen
- Ida Just - Katrine Greis-Rosenthal
- Pieter - Allan Hyde
- Frederik - Thomas Ernst